# S de Saudade
"S de Saudade" é uma canção da dupla Luíza & Maurílio com participação especial da dupla sertaneja Zé Neto & Cristiano, lançado em 25 de outubro de 2019, junto com um videoclipe, gravado em Goiânia.

## Créditos
Videoclipe
- Direção e produção: Alailson Bernardo
- Direção de fotografia: Emerson Maia
- Câmeras: Emerson Maia, Antônio Henrique, Geann Toni, Gustavo Vilefort, Jarvis Calixto, Leonardo Rocha
- Direção de arte e cenografia: Cinthia Soares
- Cenotécnico: Nelton Fernandes
- Ass.: Cenotécnico: Douglas Pereira
- Fotógrafo: Flaney Gonzallez, Adilson Alves da Cruz
- Making Of: João Batista
- Elétrica: Sebastião Lourenço
- Maquinista: Raphael Lucas
- Edição: Marcelo Valério
- Supervisão de edição: Alailson Bernardo
- Color grading: Antônio Henrique
- Operador DTV: Nenderson Coelho
- Produção Artistas: Iwana Nápoli
- Camarim: Cesar Augusto
- Maquiagem: Maycon Dias
- Stylist: Vanessa Brito
- Locação de equipamentos: TNL Rental e A1 Live

Músicos
- Produtor musical: Wisley Felipe da Silva
- Teclado: Italo Bocattu
- Percussão: Sinho Cunha
- Sanfona: Wisley Felipe da Silva
- Violão: Rudson Bel
- Baixo: Luizinho Souza
- Roadies: Rondinely Silva Nogueira, Jefferson Maia
- Técnicos: Sidney Lima e Jhonston Lima
- Carron: Carlos Brendo

## Certificações
| País                       | Certificação | Vendas   |
| -------------------------- | ------------ | -------- |
| Brasil (Pro-Música Brasil) | 3× Diamante  | 900 000+ |